# Чемпионат мира по фехтованию 1932
Чемпионат мира по фехтованию в 1932 году проходил в Копенгагене (Дания); на момент проведения он считался европейским турниром, а статус чемпионата мира ему был присвоен задним числом в 1937 году. Так как в этом же году проходили Олимпийские игры в Лос-Анджелесе, то на чемпионате проводились состязания лишь по не входившему в олимпийскую программу командному первенству на рапирах среди женщин.

## Общий медальный зачёт
| Место | Страна   | Золото | Серебро | Бронза | Всего |
| ----- | -------- | ------ | ------- | ------ | ----- |
| 1     | Дания    | 1      | 0       | 0      | 1     |
| 2     | Австрия  | 0      | 1       | 0      | 1     |
| 3     | Германия | 0      | 0       | 1      | 1     |
| Всего | Всего    | 1      | 1       | 1      | 3     |

## Медалисты

### Женщины
| Дисциплина                  | Золото                                                                                       | Серебро                                                                                         | Бронза                                                                        |
| --------------------------- | -------------------------------------------------------------------------------------------- | ----------------------------------------------------------------------------------------------- | ----------------------------------------------------------------------------- |
| Рапира Командное первенство | Дания · Улла Бардинг · Осе Хольгерсен · Ингер Клингт · Герда Мунк · Грете Ольсен · Митси Вит | Австрия · Грете Фридман · Элизабет Грассер · Эллен Прайс · Фрида фон Грегурих · Фридерике Вениш | Германия · Рётинг Линдингер · Тилли Мерц · Эрна Зондхайм · Ротрауд фон Вахтер |